# Elephant Lake
Der Elephant Lake (englisch für Elefantensee) ist ein See an der Ingrid-Christensen-Küste des ostantarktischen Prinzessin-Elisabeth-Lands. In den Vestfoldbergen liegt er unmittelbar nördlich des Lichen Lake.
Das Antarctic Names Committee of Australia benannte ihn 2021. In der Aufsicht erinnert der See an den Kopf eines Elefanten mit dem Rüssel nach Westen und einem Ohr im Norden.